# Stazione di Grassano-Garaguso-Tricarico
Stazione di Grassano-Garaguso-Tricarico vasútállomás Olaszországban, Garaguso településen.

## Vasútvonalak
Az állomást az alábbi vasútvonalak érintik:
- Potenza-Brindisi-vasútvonal

## Kapcsolódó állomások
A vasútállomáshoz az alábbi állomások vannak a legközelebb:
- Stazione di Salandra-Grottole